# Iperinsulinismo
L'iperinsulinismo è una condizione medica in cui si riscontra un livello di insulina superiore al normale nel sangue di una persona o di un animale. Normalmente i livelli di secrezione di insulina sono strettamente correlati al livello di glucosio nel sangue; in questo modo il livello corretto di insulina potrebbe variare in base al quantitativo di glucosio presente. L'iperinsulinismo può essere associato a diversi tipi di problemi medici che possono essere divisi in due grandi e non frequentemente sovrapponibili categorie: coloro che tendono verso una riduzione della sensibilità dell'insulina ad elevati livelli di glucosio nel sangue (iperglicemia) e quelli che tendono ad una eccessiva secrezione di insulina a livelli di glucosio bassi (ipoglicemia).
Il dottor Seale Harris fu il primo a diagnosticare l'iperinsulinismo nel 1924.

## Sintomi
L'iperinsulinismo causato dalla ridotta sensibilità all'insulina, solitamente si presenta in modo asintomatico. Al contrario, l'ipoglicemia iperinsulinemica causa tutti i sintomi dell'ipoglicemia, dai tremori alla astenia, alle convulsioni fino al coma.